# Berliner Schnauze
Berliner Schnauze ist das dritte Soloalbum des Rappers Bass Sultan Hengzt. Es erschien am 3. März 2006 über das Independent-Label Amstaff Muzx und Murderbass, das Label von DJ Ilan.
Aufgrund einer Indizierung des Albums durch die Bundesprüfstelle für jugendgefährdende Medien ist der Verkauf von Berliner Schnauze an Jugendliche unter 18 Jahren seit dem 31. Januar 2007 verboten.

## Entstehung
Berliner Schnauze stellt, nach Rap braucht kein Abitur, welches 2005 indiziert wurde, und Rap braucht immer noch kein Abitur das dritte Soloalbum des Rappers Bass Sultan Hengzt dar. Nach der Veröffentlichung von Rap braucht immer noch kein Abitur über das Label ersguterjunge im Mai 2005 verließ Hengzt das Label aufgrund persönlicher Differenzen zu Bushido, dem Besitzer von ersguterjunge. In einem Interview erklärte Bass Sultan Hengzt, dass er bei der Arbeit an Berliner Schnauze mehr Freiheiten hatte als zuvor bei der Produktion des zweiten Albums. Die Arbeit an Berliner Schnauze dauerte etwa sechs Monate.

## Titelliste

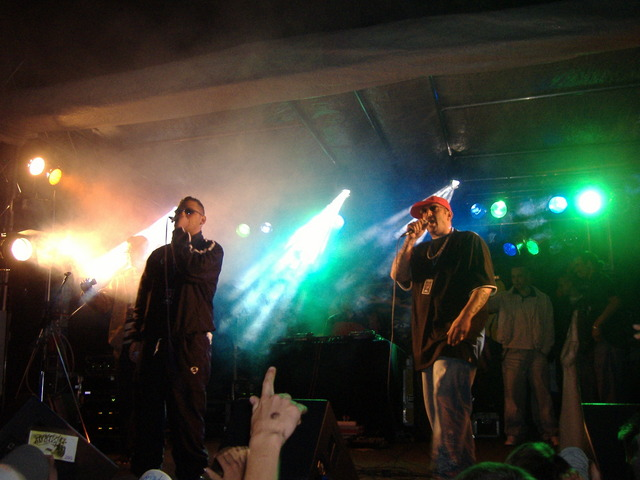
Bass Sultan Hengzt (links)

| #  | Titel                                     | Gastmusiker                          | Produzenten               | Länge |
| -- | ----------------------------------------- | ------------------------------------ | ------------------------- | ----- |
| 1  | Letzter Schultag                          |                                      |                           | 0:43  |
| 2  | Seitdem ich rappe                         |                                      | Paul NZA & Kilian Mues    | 4:11  |
| 3  | Rapper als Freund                         |                                      | DJ Ilan                   | 4:02  |
| 4  | Herreinspaziert (Skit)                    | KORS                                 |                           | 0:20  |
| 5  | Clownrapper                               |                                      | DJ Ilan                   | 4:24  |
| 6  | Playboy                                   | Bo$$bitch Berlin                     | Celina Bostic             | 3:05  |
| 7  | 1001 Nacht                                | King Orgasmus One & Bo$$bitch Berlin | DJ Ilan                   | 4:12  |
| 8  | Hör bitte auf                             |                                      | DJ Ilan                   | 4:11  |
| 9  | Fick ihn                                  | Afrob                                | DJ Ilan                   | 4:40  |
| 10 | Dafür hab ich dich nicht gebraucht (Skit) |                                      |                           | 0:36  |
| 11 | Dafür hab ich dich nicht gebraucht        |                                      | Julian Williams & DJ Ilan | 3:23  |
| 12 | Geld ist der Grund                        |                                      | DJ Ilan                   | 3:14  |
| 13 | Millionär                                 |                                      | DJ Ilan                   | 3:37  |
| 14 | Millionär (Skit)                          | KORS & DJ Devin                      |                           | 0:38  |
| 15 | Dumm fickt gut                            | Fler                                 | DJ Desue                  | 3:29  |
| 16 | A.M.S.T.A.F.F.                            | Automatikk                           | DJ Ilan                   | 4:10  |
| 17 | Keine Angst                               | Godsilla                             | DJ Rocky                  | 4:13  |
| 18 | Down                                      | Fler                                 | DJ Ilan                   | 3:57  |
| 19 | Komm klar (Skit)                          |                                      |                           | 1:03  |
| 20 | Komm klar                                 |                                      | DJ Ilan                   | 4:00  |
| 21 | Kennst du mich noch                       | J-Luv                                | Julian Williams           | 3:56  |
| 22 | Goldkettentrend 2                         | Fler                                 | Beathoavenz               | 3:19  |
| 23 | So bin ich                                | Sido                                 | Paul NZA                  | 3:06  |
| 24 | Berliner Schnauze                         |                                      | DJ Ilan                   | 3:49  |

## Gastbeiträge

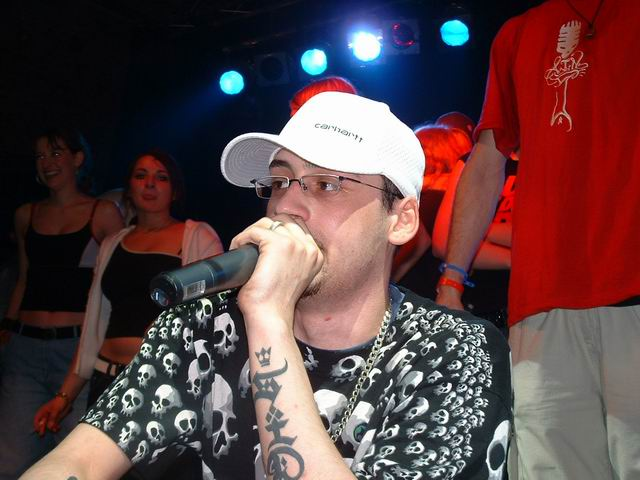
Sido beim Hip Hop Open

Berliner Schnauze beinhaltet diverse Gastbeiträge deutscher Rapper. Der zur Entstehungszeit bei Aggro Berlin unter Vertrag gestandene Rapper Fler ist dabei an drei Liedern beteiligt. Bass Sultan Hengzt und Fler kennen sich bereits seit ihrer Schulzeit und haben auf verschiedenen Tonträgern bereits zusammengearbeitet. Automatikk, welche wie Hengzt an das Label Amstaff Muzx vertraglich gebunden sind, haben einen Beitrag auf A.M.S.T.A.F.F. und der Sänger J-Luv ist auf Kennst du mich noch zu hören. Auf zwei Skits sind Sprechbeiträge zu hören. An diesen waren DJ Devin und KORS beteiligt. Eine Überraschung stellt die Beteiligung des Rappers Afrob dar. Dieser ist im Gegensatz zu Hengzt der Stuttgarter Hip-Hop-Szene zuzuordnen und kollaboriert hauptsächlich mit Künstlern wie Brothers Keepers oder Samy Deluxe. In einem Interview mit der Juice hatte sich Bass Sultan Hengzt positiv zu Afrobs musikalischem Stil geäußert. Als Folge dessen entstand später das Stück Fick ihn.

„Wir haben uns zufällig bei den Beathoavenz getroffen, als ich gerade Beats für mein Album angehört habe. Er kam rein, hat sich für die Props bedankt, die ich ihm gegeben habe und dann haben wir eben ein bisschen gequatscht. Später ist er ins Studio gekommen und hat einen Bombenpart aufgenommen. Das Ding ist auf jeden Fall ein Hit geworden.“

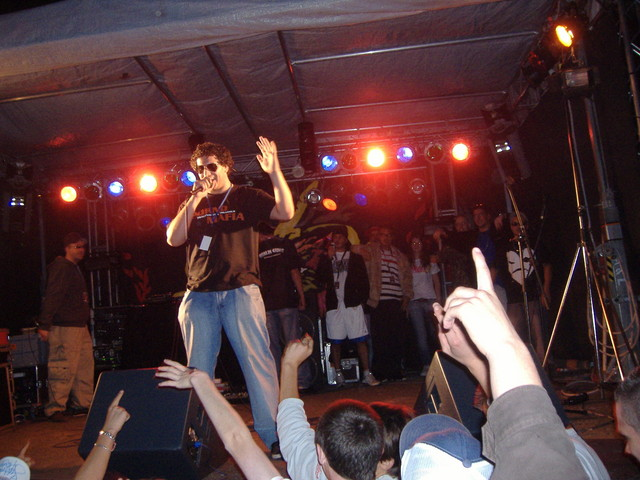
Rapper King Orgasmus One

Auf zwei Liedern ist die Sängerin Bo$$bitch Berlin zu hören. Diese ist heute unter dem Namen Celina bekannt. So bin ich entstand unter der Beteiligung des Aggro Berlin-Mitglieds Sido. Des Weiteren sind der Rapper Godsilla und I Luv Money Records-Gründer King Orgasmus One an der Entstehung von Berliner Schnauze beteiligt gewesen. Nachdem Bushido von Hengzt aus der Formation Berlins Most Wanted ausgeschlossen wurde, wird die Gruppe nun durch diese drei Rapper gebildet.

## Produktion

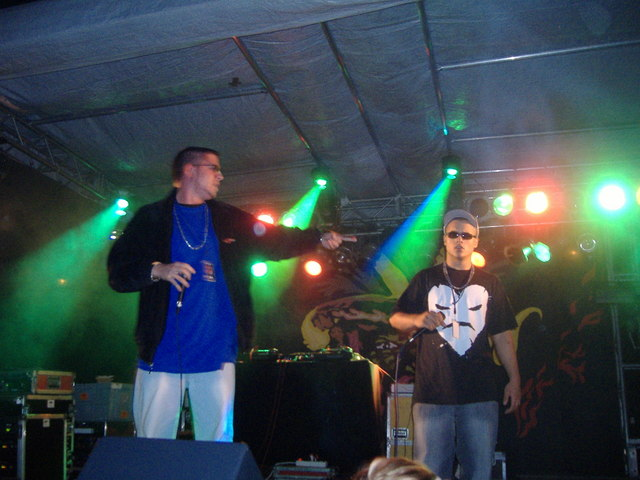
Godsilla (links) bei einem Konzert

An der Entstehung von Berliner Schnauze waren sieben Produzenten beteiligt. Hauptproduzent des Albums ist DJ Ilan. Dieser hat neben Letzter Schultag, Rapper als Freund, Clownrapper, Playboy, 1001 Nacht und Hör bitte auf, auch die Lieder Fick Ihn, Dafür hab ich dich nicht gebraucht, Geld ist der Grund, A.M.S.T.A.F.F., Down, Komm klar, Kennst du mich noch und Berliner Schnauze produziert. J-Luv hat gemeinsam mit Ilan die Produktion des Lieds Kennst du mich noch übernommen. Außerdem war die Sängerin Bo$$ Bitch Berlin an dem Beat zu Playboy beteiligt. Die Beathoavenz, welche hauptsächlich für Produktionen für Rapper des Labels Aggro Berlin bekannt sind, sind für die musikalische Untermalung des Stücks Goldkettentrend 2 verantwortlich. Ismael „DJ Rocky“ Koray hat das Musikstück Keine Angst, auf welchem Rapper Godsilla einen Gastbeitrag hat, produziert. DJ Desue, der sich 2006 für einen großen Teil der Produktionen des Albums Trendsetter des Rappers Fler verantwortlich zeigt, trägt den Beat zu Dumm fickt gut bei. Seitdem ich rappe wurde von Paul NZA & Killian produziert. Paul NZA hat des Weiteren auch die Produktion von So bin ich übernommen. In einem Interview äußerte sich Hengzt zur Auswahl der Beats und begründete, warum er, im Vergleich zu seinen vorherigen Alben, andere Hip-Hop-Produzenten für die Arbeit an Berliner Schnauze hinzugezogen hat.

„Ich wollte schon immer auf einem Desue Beat rappen. So etwas kam auch von der Seite meines Managements, die mir die Leute vorgestellt hatten. Ich meine, Fakt ist, ein guter Rapper braucht gute Beats. Und fast alle Top-Produzenten Deutschlands haben ihren Beitrag zu „Berliner Schnauze“ beigesteuert. Das heißt […] nicht, dass ich jetzt nicht mehr auf einem Serk-Beat rappen würde, nur weil sein Name nicht so groß ist, wie der von den Beathovenz. Ehrlich gesagt würde ich immer noch auf jeden Beat rappen, solange er gut ist und zu mir passt.“

## Vermarktung

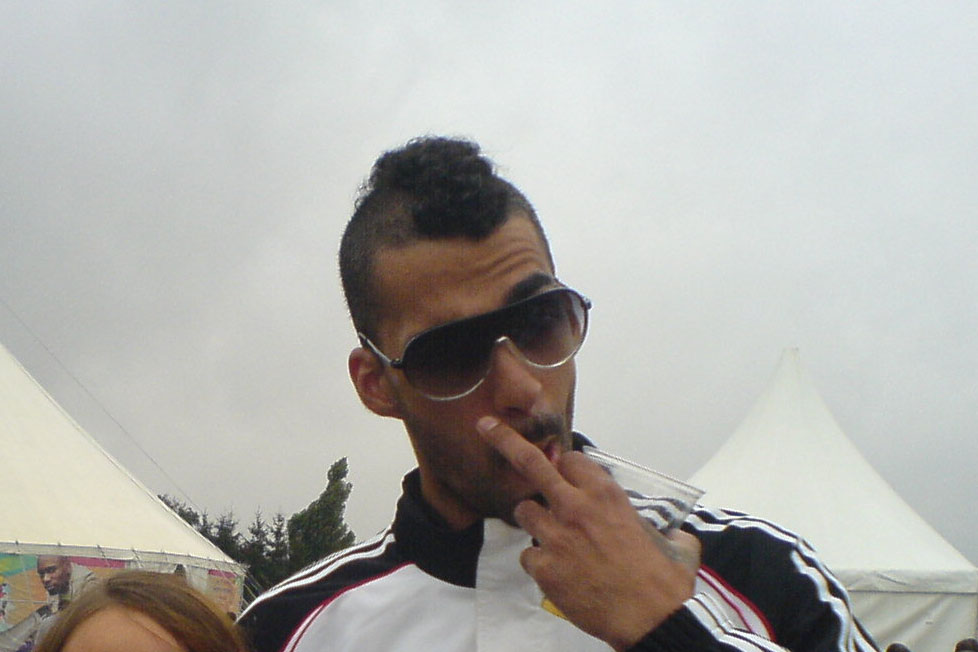
Der Berliner Rapper Harris

Der durch Gastauftritte auf der Aggro Ansage Nr. 5 („Schlampe“) und Electro Ghetto („Gangbang“) entstandene Bekanntheitsgrad half Hengzt bei der Vermarktung des Albums. So wurde er unter anderem zu TRL eingeladen und seine ersten beiden Videoclips zu den Singles Berliner Schnauze und Millionär auf VIVA und MTV gespielt. Mit „Millionär“ erreichte Bass Sultan Hengzt mehrere Male Platz 1 in den TRL Most Wanted. Auch die Bravo, die Backspin und die Juice berichteten über Hengzt.
Das Video zu „Berliner Schnauze“ spielt in der Kanalisation, die am Anfang des Videos von Hengzt, Fler und weiteren Personen durch einen Gully betreten wird. Weitere Gäste, die im Video auftreten, sind Deine Lieblings Rapper Sido und Harris. Als zweites Stück wurde „Millionär“ als Single ausgekoppelt. Der Videoclip zu „Millionär“ zeigt Hengzt beim Vorgang des Gelddruckens. Auch werden Wunschvorstellungen des Rappers in Bezug auf seine Lebensverhältnisse und seine Vorstellungen für die Zukunft dargestellt. Am Ende des Clips wird das Lied „Rapper als Freund“ angespielt. Als Gäste treten hier Fler und King Orgasmus One auf.
Am 27. Januar 2006 erschien die erste Single. Auf dieser sind sechs verschiedene Versionen des Lieds „Berliner Schnauze“ zu hören. Diese sind die Original-, die „Clean“- und die Instrumental-Version sowie die Remixe von DJ Desue, Beathoavenz und Paul NZA & Kilian. Außerdem befindet sich der Clip zum Stück auf der Single.
Die Single zum Lied „Millionär“ erschien am 7. April 2006. Auf dieser ist die Album-Version, eine Radio-Version und das Video zu „Millionär“ zu finden. Des Weiteren enthält der Tonträger das Lied „Zähl' bis Zehn“ sowie die Stücke „Nehmen, nehmen, geben, geben“ und „BMW“, welche mit dem Zusatz BMW Exclusive gekennzeichnet sind.
In der März-Ausgabe des Hip-Hop-Magazins Juice erschien außerdem das Lied Mein Leserbrief. Dieses wurde von Hengzt exklusiv für die Zeitschrift produziert.

## Illustration
Das Cover zeigt Bass Sultan Hengzt mit einem Hund. Im rechten oberen Drittel des Covers ist der Schriftzug des Rappers zu erkennen. Des Weiteren ist das Logo „Verbraucherhinweis: Harte Texte“, welches auch auf Veröffentlichungen von unter anderem Fler, Massiv oder Frauenarzt gedruckt wurde, auf der CD abgebildet.

## Rezeption

### Kritik
Das Hip-Hop-Magazin Juice bewertete Berliner Schnauze mit 4,5 von möglichen 6 „Kronen“. Die Rezension fiel überdurchschnittlich positiv aus. So werden unter anderem die genutzten Beats des Tonträgers, als auch die Lieder „Fick ihn“ und „Hör bitte auf“ von dem Redakteur als gelungen hervorgehoben.

„Vor allem humoristisch wertvoll „Komm klar“, ein amüsantes Streitgespräch zwischen Hengzt und seinem Schwanz, sowie „1001 Nacht“ featuring den hier unter „Scheich Manfred“ firmierenden King Orgasmus One. Der packt hier vom kleinen Muck über fliegende Teppiche und natürlich Haremsfantasien alles aus, was ihm zu „Orient“ einfällt – in puncto Wahnsinn zieht Hengzt hier schlicht den Kürzeren. Um auf die Hitsingle „Millionär“, die durchgehend gelungenen Feature-Tracks mit Sido, J-Luv und Godsilla detailliert einzugehen, fehlt an dieser Stelle der Platz. Dass es sich bei Berliner Schnauze um eine dicke Packung an überdurchschnittlichen Tracks handelt, sollte jedoch klar geworden sein. Hitalbum mit hohem Unterhaltungsfaktor.“

Eine ebenfalls gute Bewertung bekam Berliner Schnauze von den Redakteuren der Backspin. Diese vergaben dem Tonträger 4 von möglichen 5 Bewertungspunkten. Wie in der Rezension der Juice, lobt auch die Backspin die Produktion des dritten Albums des Rappers.

„Keine Frage, Bass Sultan Hengzt versteht es, mit seinen Texten zu unterhalten, wer den Humor der Straße sucht, der wird hier ganz sicher fündig. Als Favoriten des Albums entpuppen sich Songs wie „Berliner Schnauze“, „So bin ich“ feat. Sido, „Goldkettentrend“ feat. Fler oder „1001 Nacht“ feat. King Orgasmus One & Bo$$Bitch Berlin. […] Festgehalten werden muss allerdings trotz alledem: Bass Sultan Hengzt ist kein Meister der Rap-Technik wie etwa Kool Savas, und einige Tracks erweisen sich leider als etwas kurzlebig. Empfehlenswert ist „Berliner Schnauze“ trotzdem. Allein schon wegen seiner erfrischenden Anti-Hip-Hop-Dresscode-Attitüde oder seinen lustigen, man könnte auch sagen, selbstironischen Texten wie bei „Hör bitte auf“. Zudem wird BSH wohl auch nicht zu jenen Rappern gehören, die mit ihrem ersten Album ihren Zenit schon überschritten haben, weshalb er hoffentlich auch in Zukunft weiter Randale machen wird.“

### Indizierung
Das Album wurde von der Bundesprüfstelle für jugendgefährdende Medien (BPjM) mit Entscheidung Nr. 5448 vom 10. Januar 2007 (bekanntgemacht im Bundesanzeiger Nr. 21 vom 31. Januar 2007) in Liste A der jugendgefährdenden Medien aufgenommen. Als Gründe für die Indizierung nannte das 12er-Gremium die Titel Geld ist der Grund und Goldkettentrend 2. Als grenzwertig, also knapp unterhalb der Schwelle zur Jugendgefährdung wurden die Lieder Rapper als Freund, Clownrapper, Dumm fickt gut und So bin ich bewertet.
Ein im Jahr 2021 durchgeführtes Verfahren zur vorzeitigen Listenstreichung des Albums blieb erfolglos. Die Bundeszentrale für Kinder- und Jugendmedienschutz (ehemals BPjM) erachtete neben den bereits in der Entscheidung von 2007 als indizierungsrelevant ausgewiesenen Titeln nunmehr auch das Lied Clownrapper als jugendgefährdend. Als weiterhin zumindest bedenklich wurden ergänzend zu der Entscheidung von 2007 auch Fick ihn, A.M.S.T.A.F.F. und Down bezeichnet.

## Chartplatzierungen
Berliner Schnauze erreichte Platz 28 der deutschen Album-Charts. Dies stellt eine Steigerung in Bezug auf Hengzts vorheriges Album Rap braucht immer noch kein Abitur, welches Platz 74 belegte, dar. Berliner Schnauze hielt sich neun Wochen in der Liste der 100 meistverkauften Alben der Woche.
Die Single zu Millionär erreichte Platz 44 in den Single-Charts. Das Lied Berliner Schnauze, welches als erstes Stück ausgekoppelt wurde, stieg auf Platz 95 ein.
| ChartsChartplatzierungen | Höchstplatzierung | Wochen |
| ------------------------ | ----------------- | ------ |
| Deutschland (GfK)        | 28 (9 Wo.)        | 9      |